# Megrez
Megrez (Delta UMa, δ Ursae Majoris, δ UMa), è una stella nella costellazione dell'Orsa Maggiore. Megrez ha una magnitudine apparente di +3,32 che la rende la meno luminosa delle sette stelle del Grande Carro. Fa parte dell'associazione dell'Orsa Maggiore e dista 81 al dal sistema solare.
Il suo nome significa "l'inizio (della coda)" e un altro nome di questa stella, peraltro poco usato, è Kaffa.

## Osservazione

Mappa della costellazione dell'Orsa Maggiore.

Si tratta di una stella situata nell'emisfero boreale. La sua posizione è fortemente boreale e ciò comporta che la stella sia osservabile prevalentemente dall'emisfero nord, dove si presenta circumpolare anche da gran parte delle regioni temperate; dall'emisfero sud la sua visibilità è invece limitata alla fascia tropicale e risulta invisibile più a sud della latitudine 33° S. La sua magnitudine pari a +3,32 fa sì che possa essere scorta anche dai piccoli centri urbani senza difficoltà, sebbene un cielo non eccessivamente inquinato sia maggiormente indicato per la sua individuazione.
Il periodo migliore per la sua osservazione nel cielo serale ricade nei mesi compresi fra febbraio e giugno; nell'emisfero nord è visibile anche per un periodo maggiore, grazie alla declinazione boreale della stella, mentre nell'emisfero sud può essere osservata limitatamente durante i mesi dell'autunno australe.

## Caratteristiche fisiche
Megrez è di tipo spettrale A3V, cioè è una stella bianca di sequenza principale; ha una massa ed un raggio che sono circa il doppio ed una luminosità 26 volte superiore a quella del Sole. Megrez è anche una stella variabile, la sua magnitudine infatti fluttua tra +3,27 a + 3,34. Le sue caratteristiche sono simili a quelle di Denebola o della vicina Merak, anche se rispetto a quest'ultima è un po' meno massiccia e luminosa. Presenta un eccesso di radiazione infrarossa nel suo spettro, dovuto alla presenza di un disco circumstellare distante circa 16 au. La distanza del disco è insolitamente piccola per una stella con un'età stimata in 300 milioni di anni, che è l'età stimata di Megrez. Si pensa che ciò sia dovuto all'effetto Poynting-Robertson che ha trascinato verso l'interno in un vortice a spirale la polvere precedentemente più lontana dalla stella.
Megrez ha due compagne visuali separate da 186 e 190 secondi d'arco di distanza.